# Axia College
Het Axia College is een openbare middelbare school in het speciaal onderwijs, gevestigd in de Utrechtse gemeente Amersfoort. De school heeft onderwijs op vmbo, mavo, havo en vwo onderbouw.

## Geschiedenis
Het VSO van Stichting Onderwijsgroep Amersfoort bestond sinds 2010 uit twee scholen; VSO de Sprong met vier locaties en de Mulock Houwer school met zeven locaties. In 2017 zijn alle locaties van deze scholen buiten Amersfoort overgedragen aan andere schoolbesturen en zijn drie vestigingen verder gegaan als het Axia College.

## Locaties
Het Axia College heeft per 1 augustus 2025 nog maar één locatie aan de Hanzeboulevard in Amersfoort. Op deze locatie komen de voorheen drie losse locaties samen. 

## Leerlingen
Volgens het jaarverslag 2016 van Stichting Onderwijsgroep Amersfoort telde het Axia College op 1 augustus 2016 293 leerlingen. De school viel destijds nog onder Mulock Houwer.